# 바누아투 축구 국가대표팀
바누아투 축구 국가대표팀(프랑스어: Équipe du Vanuatu de football)은 바누아투를 대표하는 축구 국가대표팀으로 바누아투 축구 연맹에서 관리하고 있다. 1951년 9월 19일에 열린 뉴질랜드와의 국제 A매치 데뷔전에서 0-9로 대패했는데 이는 바누아투 축구 역사상 최다 점수차로 패한 경기로 남아 있으며 홈 구장으로는 포트빌라 뮤니시펄 스타디움을 사용하고 있다.

## 국제 대회 경력

### FIFA 월드컵
현재까지 바누아투의 월드컵 본선 기록은 전무하며 다만 2007년 남태평양 게임과 2008년 OFC 네이션스컵을 겸한 2010년 FIFA 월드컵 오세아니아 지역 예선에서 최종 예선까지 진출하며 바누아투 축구 역사상 월드컵 지역 예선 최고 성적을 남겼다. 

### OFC 네이션스컵
OFC 네이션스컵 본선에는 10번의 대회 중 예선에서 탈락한 1996년 대회를 제외하고 모두 출전하여 이 중 2024년 대회에서 준우승을 차지하며 월드컵과 OFC 네이션스컵을 통틀어 역대 메이저 대회 최고 성적을 거두었다.

### 퍼시픽 게임
1963년 초대 대회에 첫 출전한 이후 은메달 1개(1971년), 동메달 3개(1966년, 2003년, 2007년)를 수확했고 2015년 대회에서는 U-23 대표팀으로 참가하여 2016년 하계 올림픽 오세아니아 지역 최종 예선에 진출했으나 최종 예선 결승에서 피지와 승부차기까지 가는 접전 끝에 패하며 첫 올림픽 본선 진출이 좌절되었다.

## 기타 국제 대회 경력
MSG 프라임 미니스터스컵에는 7번 출전하여 이 중 2번의 대회에서 우승과 준우승을 각각 1번씩 차지했고 2017년 퍼시픽 미니 게임에서도 금메달을 목에 걸었다.

## FIFA 월드컵 (본선)
| 년도   | 결과                     | 순위                     | 경기                     | 승                       | 무*                      | 패                       | 득점                     | 실점                     | 승점                     |
| ------ | ------------------------ | ------------------------ | ------------------------ | ------------------------ | ------------------------ | ------------------------ | ------------------------ | ------------------------ | ------------------------ |
| 1930년 | 독립 이전                | 독립 이전                | 독립 이전                | 독립 이전                | 독립 이전                | 독립 이전                | 독립 이전                | 독립 이전                | 독립 이전                |
| 1934년 | 독립 이전                | 독립 이전                | 독립 이전                | 독립 이전                | 독립 이전                | 독립 이전                | 독립 이전                | 독립 이전                | 독립 이전                |
| 1938년 | 독립 이전                | 독립 이전                | 독립 이전                | 독립 이전                | 독립 이전                | 독립 이전                | 독립 이전                | 독립 이전                | 독립 이전                |
| 1950년 | 독립 이전                | 독립 이전                | 독립 이전                | 독립 이전                | 독립 이전                | 독립 이전                | 독립 이전                | 독립 이전                | 독립 이전                |
| 1954년 | 독립 이전                | 독립 이전                | 독립 이전                | 독립 이전                | 독립 이전                | 독립 이전                | 독립 이전                | 독립 이전                | 독립 이전                |
| 1958년 | 독립 이전                | 독립 이전                | 독립 이전                | 독립 이전                | 독립 이전                | 독립 이전                | 독립 이전                | 독립 이전                | 독립 이전                |
| 1962년 | 독립 이전                | 독립 이전                | 독립 이전                | 독립 이전                | 독립 이전                | 독립 이전                | 독립 이전                | 독립 이전                | 독립 이전                |
| 1966년 | 독립 이전                | 독립 이전                | 독립 이전                | 독립 이전                | 독립 이전                | 독립 이전                | 독립 이전                | 독립 이전                | 독립 이전                |
| 1970년 | 독립 이전                | 독립 이전                | 독립 이전                | 독립 이전                | 독립 이전                | 독립 이전                | 독립 이전                | 독립 이전                | 독립 이전                |
| 1974년 | 독립 이전                | 독립 이전                | 독립 이전                | 독립 이전                | 독립 이전                | 독립 이전                | 독립 이전                | 독립 이전                | 독립 이전                |
| 1978년 | 독립 이전                | 독립 이전                | 독립 이전                | 독립 이전                | 독립 이전                | 독립 이전                | 독립 이전                | 독립 이전                | 독립 이전                |
| 1982년 | 비회원국                 | 비회원국                 | 비회원국                 | 비회원국                 | 비회원국                 | 비회원국                 | 비회원국                 | 비회원국                 | 비회원국                 |
| 1986년 | 비회원국                 | 비회원국                 | 비회원국                 | 비회원국                 | 비회원국                 | 비회원국                 | 비회원국                 | 비회원국                 | 비회원국                 |
| 1990년 | 비회원국                 | 비회원국                 | 비회원국                 | 비회원국                 | 비회원국                 | 비회원국                 | 비회원국                 | 비회원국                 | 비회원국                 |
| 1994년 | 예선 탈락                | 예선 탈락                | 예선 탈락                | 예선 탈락                | 예선 탈락                | 예선 탈락                | 예선 탈락                | 예선 탈락                | 예선 탈락                |
| 1998년 | 예선 탈락                | 예선 탈락                | 예선 탈락                | 예선 탈락                | 예선 탈락                | 예선 탈락                | 예선 탈락                | 예선 탈락                | 예선 탈락                |
| 2002년 | 예선 탈락                | 예선 탈락                | 예선 탈락                | 예선 탈락                | 예선 탈락                | 예선 탈락                | 예선 탈락                | 예선 탈락                | 예선 탈락                |
| 2006년 | 예선 탈락                | 예선 탈락                | 예선 탈락                | 예선 탈락                | 예선 탈락                | 예선 탈락                | 예선 탈락                | 예선 탈락                | 예선 탈락                |
| 2010년 | 예선 탈락                | 예선 탈락                | 예선 탈락                | 예선 탈락                | 예선 탈락                | 예선 탈락                | 예선 탈락                | 예선 탈락                | 예선 탈락                |
| 2014년 | 예선 탈락                | 예선 탈락                | 예선 탈락                | 예선 탈락                | 예선 탈락                | 예선 탈락                | 예선 탈락                | 예선 탈락                | 예선 탈락                |
| 2018년 | 예선 탈락                | 예선 탈락                | 예선 탈락                | 예선 탈락                | 예선 탈락                | 예선 탈락                | 예선 탈락                | 예선 탈락                | 예선 탈락                |
| 2022년 | 기권(코로나-19 집단감염) | 기권(코로나-19 집단감염) | 기권(코로나-19 집단감염) | 기권(코로나-19 집단감염) | 기권(코로나-19 집단감염) | 기권(코로나-19 집단감염) | 기권(코로나-19 집단감염) | 기권(코로나-19 집단감염) | 기권(코로나-19 집단감염) |
| 2026년 | 예선 탈락                | 예선 탈락                | 예선 탈락                | 예선 탈락                | 예선 탈락                | 예선 탈락                | 예선 탈락                | 예선 탈락                | 예선 탈락                |
| 합계   |                          |                          |                          |                          |                          |                          |                          |                          |                          |

## FIFA 월드컵 (예선)
| 년도   | 경기                                           | 승                                             | 무*                                            | 패                                             | 득점                                           | 실점                                           | 승점                                           |
| ------ | ---------------------------------------------- | ---------------------------------------------- | ---------------------------------------------- | ---------------------------------------------- | ---------------------------------------------- | ---------------------------------------------- | ---------------------------------------------- |
| 1930년 | 독립 이전                                      | 독립 이전                                      | 독립 이전                                      | 독립 이전                                      | 독립 이전                                      | 독립 이전                                      | 독립 이전                                      |
| 1934년 | 독립 이전                                      | 독립 이전                                      | 독립 이전                                      | 독립 이전                                      | 독립 이전                                      | 독립 이전                                      | 독립 이전                                      |
| 1938년 | 독립 이전                                      | 독립 이전                                      | 독립 이전                                      | 독립 이전                                      | 독립 이전                                      | 독립 이전                                      | 독립 이전                                      |
| 1950년 | 독립 이전                                      | 독립 이전                                      | 독립 이전                                      | 독립 이전                                      | 독립 이전                                      | 독립 이전                                      | 독립 이전                                      |
| 1954년 | 독립 이전                                      | 독립 이전                                      | 독립 이전                                      | 독립 이전                                      | 독립 이전                                      | 독립 이전                                      | 독립 이전                                      |
| 1958년 | 독립 이전                                      | 독립 이전                                      | 독립 이전                                      | 독립 이전                                      | 독립 이전                                      | 독립 이전                                      | 독립 이전                                      |
| 1962년 | 독립 이전                                      | 독립 이전                                      | 독립 이전                                      | 독립 이전                                      | 독립 이전                                      | 독립 이전                                      | 독립 이전                                      |
| 1966년 | 독립 이전                                      | 독립 이전                                      | 독립 이전                                      | 독립 이전                                      | 독립 이전                                      | 독립 이전                                      | 독립 이전                                      |
| 1970년 | 독립 이전                                      | 독립 이전                                      | 독립 이전                                      | 독립 이전                                      | 독립 이전                                      | 독립 이전                                      | 독립 이전                                      |
| 1974년 | 독립 이전                                      | 독립 이전                                      | 독립 이전                                      | 독립 이전                                      | 독립 이전                                      | 독립 이전                                      | 독립 이전                                      |
| 1978년 | 독립 이전                                      | 독립 이전                                      | 독립 이전                                      | 독립 이전                                      | 독립 이전                                      | 독립 이전                                      | 독립 이전                                      |
| 1982년 | 비회원국                                       | 비회원국                                       | 비회원국                                       | 비회원국                                       | 비회원국                                       | 비회원국                                       | 비회원국                                       |
| 1986년 | 비회원국                                       | 비회원국                                       | 비회원국                                       | 비회원국                                       | 비회원국                                       | 비회원국                                       | 비회원국                                       |
| 1990년 | 비회원국                                       | 비회원국                                       | 비회원국                                       | 비회원국                                       | 비회원국                                       | 비회원국                                       | 비회원국                                       |
| 1994년 | 4                                              | 0                                              | 0                                              | 4                                              | 1                                              | 18                                             | 0                                              |
| 1998년 | 2                                              | 0                                              | 1                                              | 1                                              | 2                                              | 3                                              | 1                                              |
| 2002년 | 4                                              | 1                                              | 0                                              | 3                                              | 11                                             | 21                                             | 3                                              |
| 2006년 | 9                                              | 4                                              | 1                                              | 4                                              | 21                                             | 11                                             | 13                                             |
| 2010년 | 12                                             | 5                                              | 1                                              | 6                                              | 30                                             | 19                                             | 16                                             |
| 2014년 | 3                                              | 1                                              | 0                                              | 2                                              | 8                                              | 9                                              | 3                                              |
| 2018년 | 3                                              | 1                                              | 0                                              | 2                                              | 3                                              | 8                                              | 3                                              |
| 2022년 | 기권(코로나-19 집단감염)                       | 기권(코로나-19 집단감염)                       | 기권(코로나-19 집단감염)                       | 기권(코로나-19 집단감염)                       | 기권(코로나-19 집단감염)                       | 기권(코로나-19 집단감염)                       | 기권(코로나-19 집단감염)                       |
| 2026년 | 3                                              | 1                                              | 0                                              | 2                                              | 5                                              | 11                                             | 3                                              |
| 합계   | 40                                             | 13                                             | 3                                              | 24                                             | 81                                             | 100                                            | 42                                             |
| 순위   | 월드컵 예선 승점 순위 : 138위 (오세아니아 6위) | 월드컵 예선 승점 순위 : 138위 (오세아니아 6위) | 월드컵 예선 승점 순위 : 138위 (오세아니아 6위) | 월드컵 예선 승점 순위 : 138위 (오세아니아 6위) | 월드컵 예선 승점 순위 : 138위 (오세아니아 6위) | 월드컵 예선 승점 순위 : 138위 (오세아니아 6위) | 월드컵 예선 승점 순위 : 138위 (오세아니아 6위) |

## OFC 네이션스컵
| OFC 네이션스컵 | OFC 네이션스컵            | OFC 네이션스컵            | OFC 네이션스컵            | OFC 네이션스컵            | OFC 네이션스컵            | OFC 네이션스컵            | OFC 네이션스컵            | OFC 네이션스컵            | OFC 네이션스컵            |
| 년도           | 결과                      | 순위                      | 경기                      | 승                        | 무*                       | 패                        | 득점                      | 실점                      | 승점                      |
| -------------- | ------------------------- | ------------------------- | ------------------------- | ------------------------- | ------------------------- | ------------------------- | ------------------------- | ------------------------- | ------------------------- |
| 1973년         | 4강                       | 4위                       | 5                         | 1                         | 1                         | 3                         | 5                         | 10                        | 4                         |
| 1980년         | 조별리그                  | 7위                       | 3                         | 0                         | 0                         | 3                         | 6                         | 9                         | 0                         |
| 1996년         | 예선 탈락                 | 예선 탈락                 | 예선 탈락                 | 예선 탈락                 | 예선 탈락                 | 예선 탈락                 | 예선 탈락                 | 예선 탈락                 | 예선 탈락                 |
| 1998년         | 조별리그                  | 5위                       | 2                         | 0                         | 0                         | 2                         | 2                         | 13                        | 0                         |
| 2000년         | 4강                       | 4위                       | 4                         | 1                         | 0                         | 3                         | 5                         | 8                         | 3                         |
| 2002년         | 4강                       | 4위                       | 5                         | 2                         | 0                         | 3                         | 2                         | 6                         | 6                         |
| 2004년         | 결선리그                  | 6위                       | 5                         | 1                         | 0                         | 4                         | 5                         | 9                         | 3                         |
| 2008년         | 결선리그                  | 4위                       | 6                         | 1                         | 1                         | 4                         | 5                         | 13                        | 4                         |
| 2012년         | 조별리그                  | 5위                       | 3                         | 1                         | 0                         | 2                         | 8                         | 9                         | 3                         |
| 2016년         | 조별리그                  | 7위                       | 3                         | 1                         | 0                         | 2                         | 3                         | 8                         | 3                         |
| 합계           | 9회 진출(9/10)            | 4위(4회)                  | 36                        | 8                         | 2                         | 26                        | 41                        | 85                        | 26                        |
| 순위           | OFC 네이션스컵 순위 : 6위 | OFC 네이션스컵 순위 : 6위 | OFC 네이션스컵 순위 : 6위 | OFC 네이션스컵 순위 : 6위 | OFC 네이션스컵 순위 : 6위 | OFC 네이션스컵 순위 : 6위 | OFC 네이션스컵 순위 : 6위 | OFC 네이션스컵 순위 : 6위 | OFC 네이션스컵 순위 : 6위 |

## 주요 선수
- 치코 맨세일
- 브라이언 캘택
- 봉 칼로
- 토니 캘택
- 미첼 캘택
- 제이슨 토머스
- 켄시 탱기스
- 애저리아 소로먼